# 小坂家住宅
小坂家住宅（こさかけじゅうたく）は、岐阜県美濃市の美濃市美濃町伝統的建造物群保存地区にある古民家。重要文化財に指定されている。江戸時代から続く造り酒屋で、かつては杉本屋と称していた。現在でも株式会社小坂酒造場として、銘酒「百春」と「さんやほう」を醸造・販売している。

## 歴史
建物から見つかった祈祷札の年代から、明和9年（1772年）には建てられたとみられる。1868年（明治元年）と1887年（明治20年）に改築された。1971年（昭和46年）2月3日には重要文化財に指定された。1982年（昭和57年）から1983年（昭和58年）にかけて解体修理を行い、江戸時代当時に近い状態に復元された。

## 建築
桁行6間（11.4m）、梁間8間半（16m）の2階建てで正面には半間の庇がある。屋根は桟瓦葺き、切妻造りのむくり屋根でかつては3本のうだつを備えていた。2階は軒が低く黒漆壁と塗り込め格子が用いられている。1階は通りに面した入口から反対側へ土間があり、入口左側に手前から板の間の表みせ、中みせがあり、座敷の下みせ、中の間、お勝手と続く。入口からみて表みせの右側が店座敷で、そこから奥に向かって納戸と仏間が連なる。また土間の中程右側にたる部屋がある。二階はかつて奉公人の部屋として用いられていた。

## 参考画像

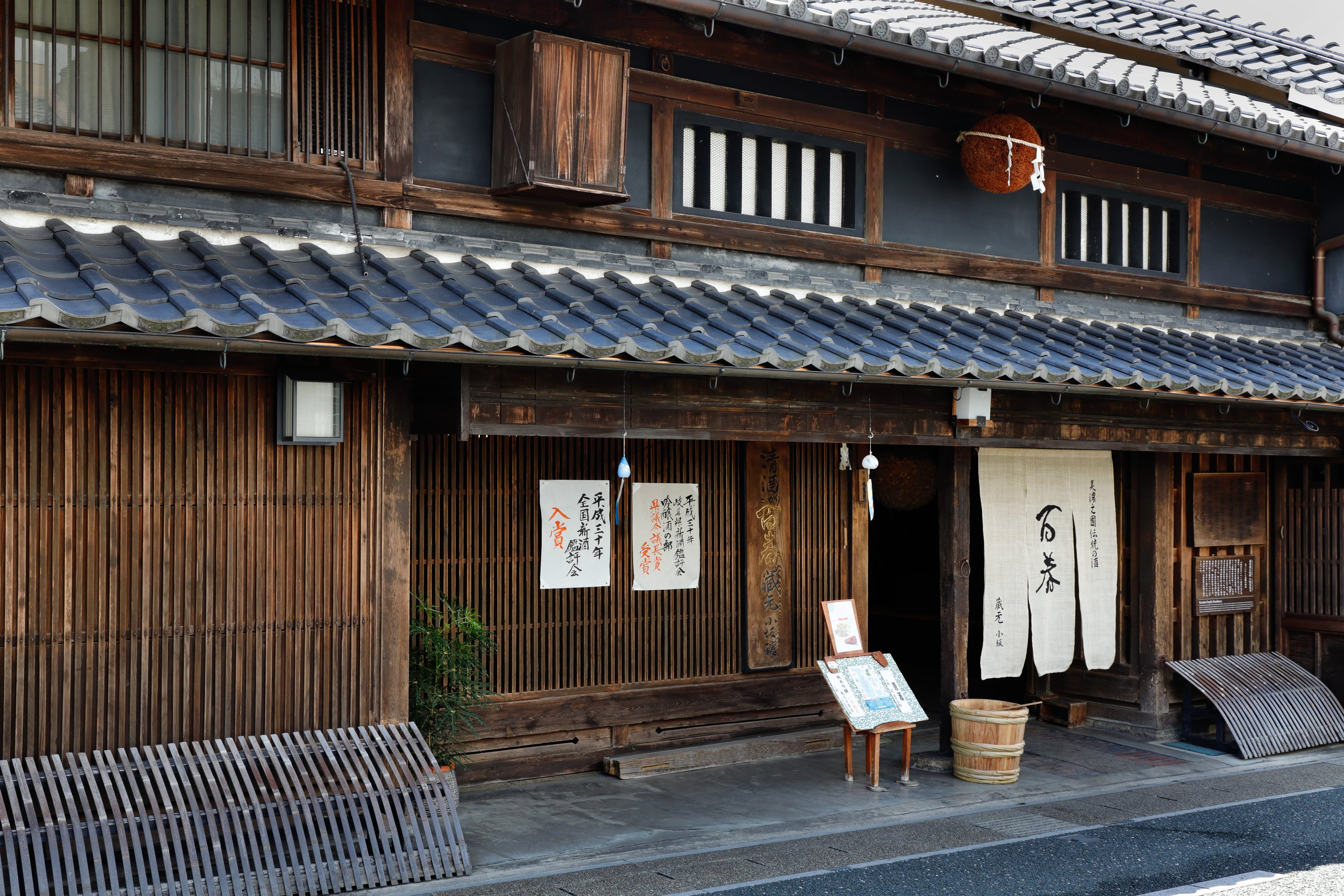
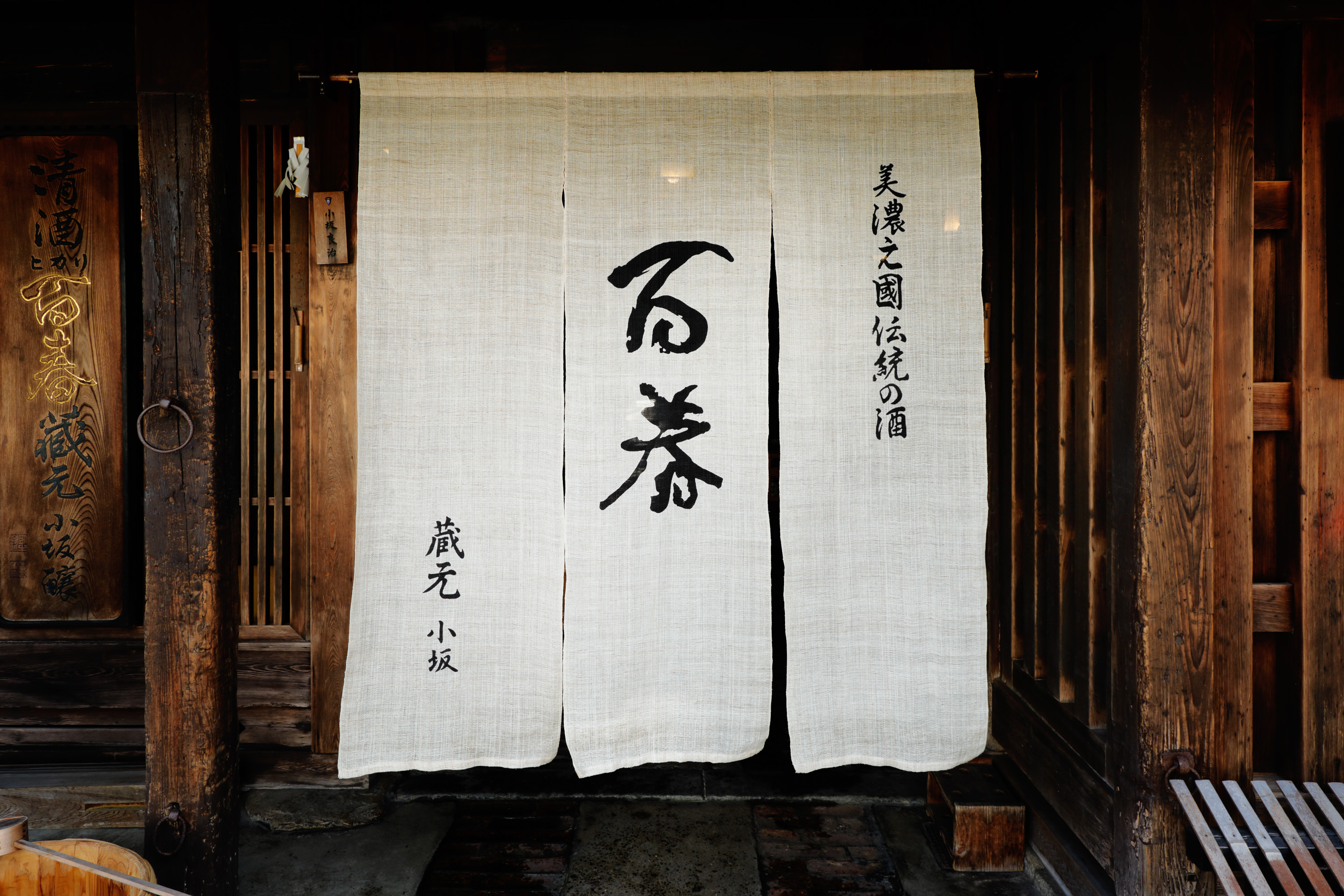
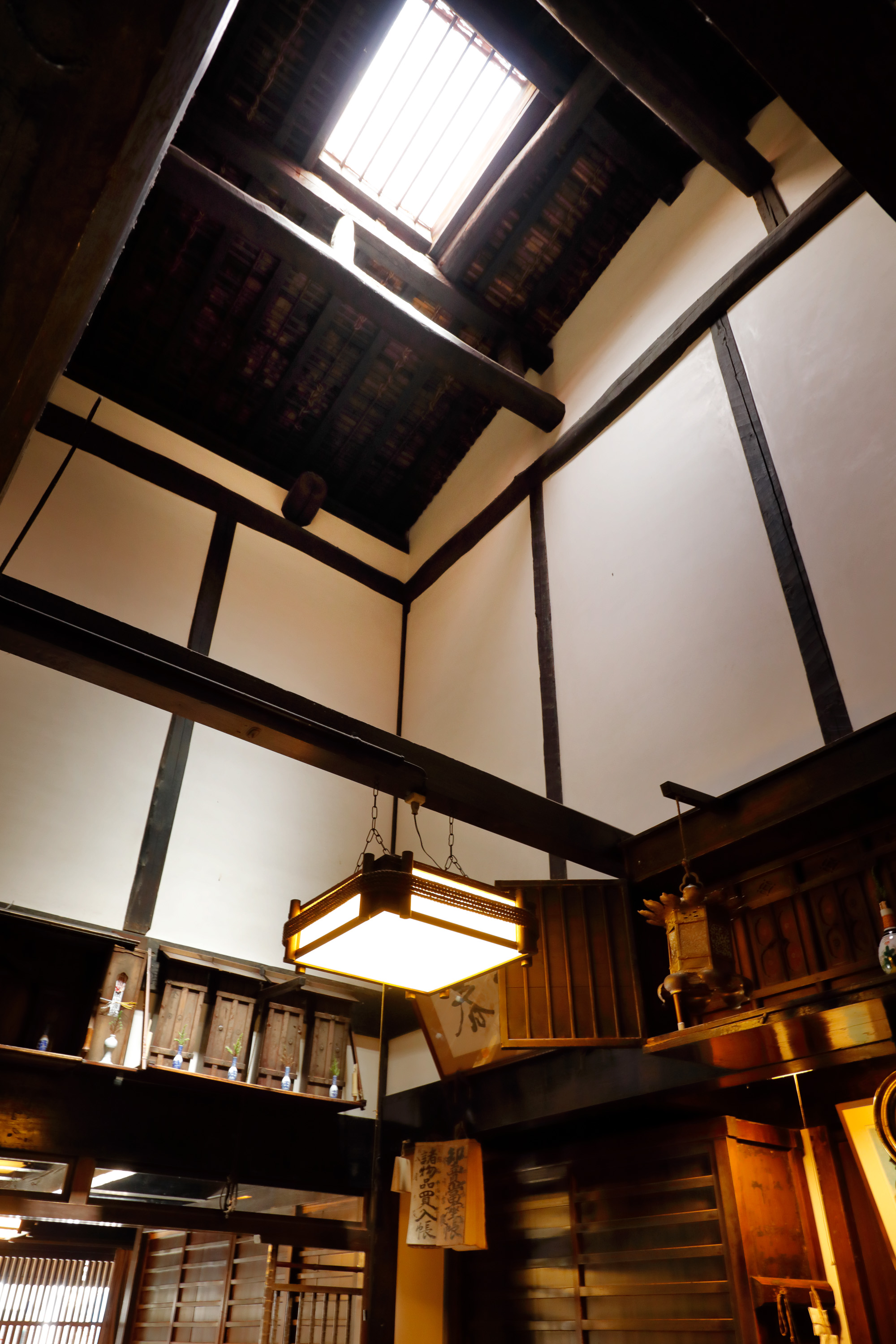
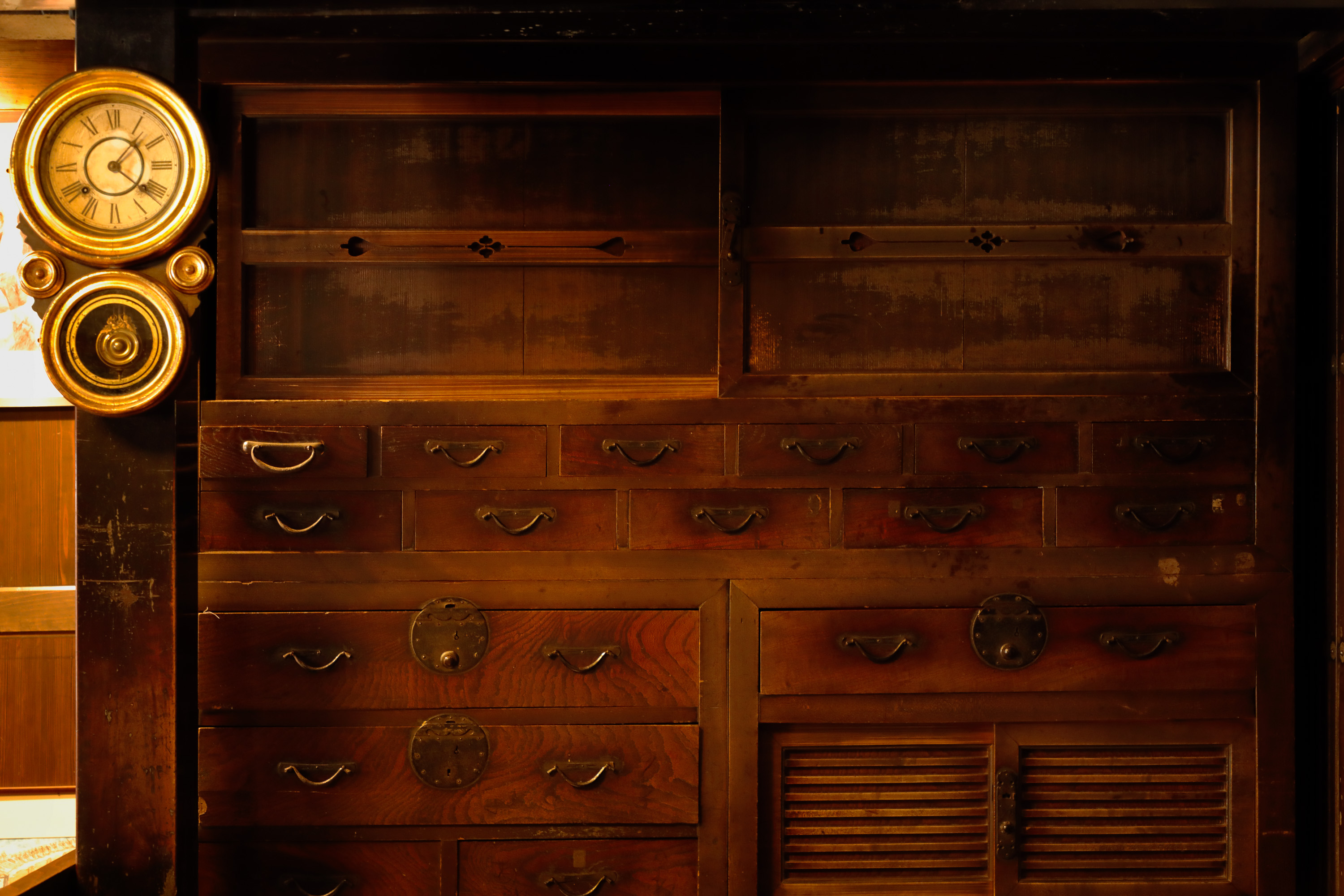
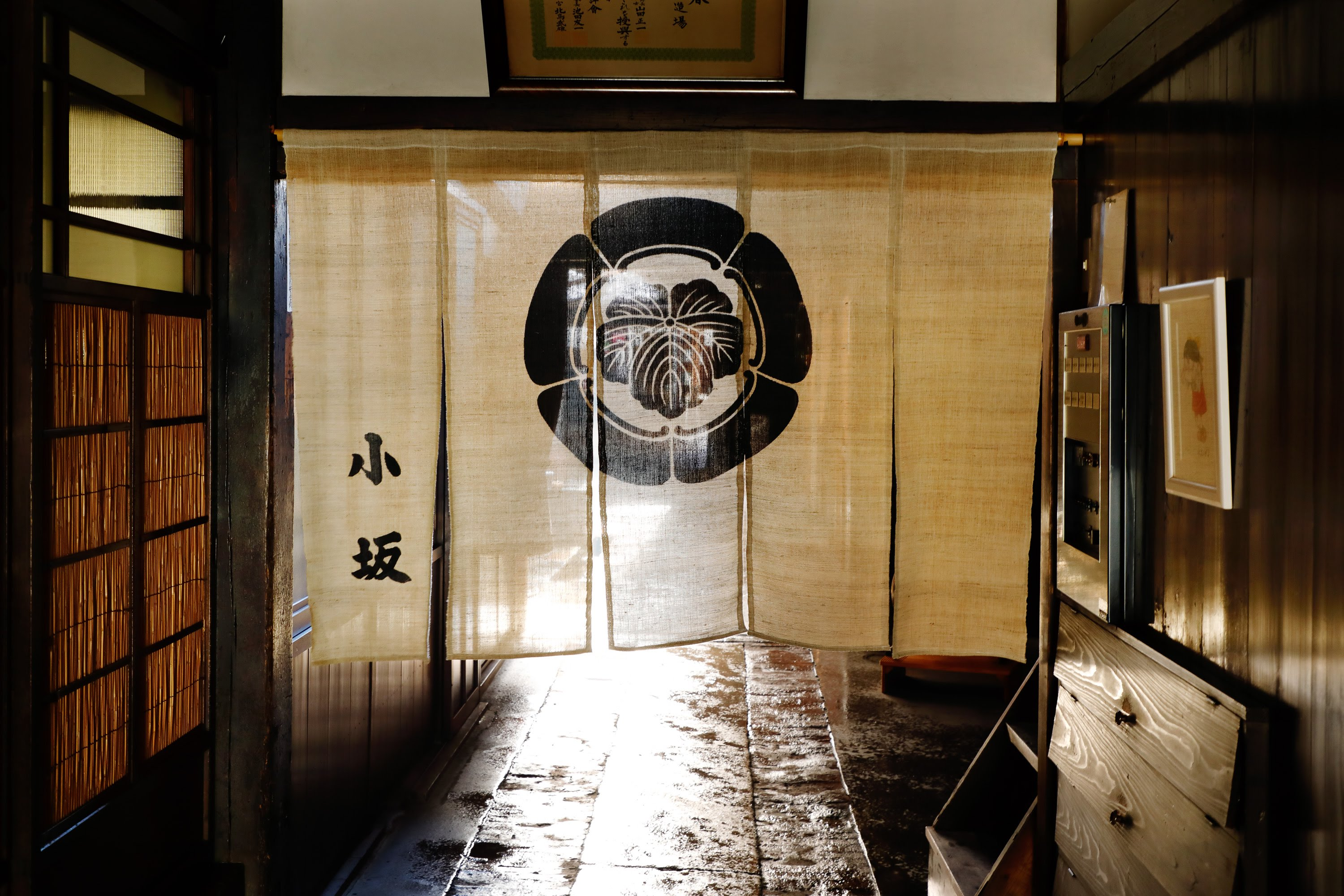
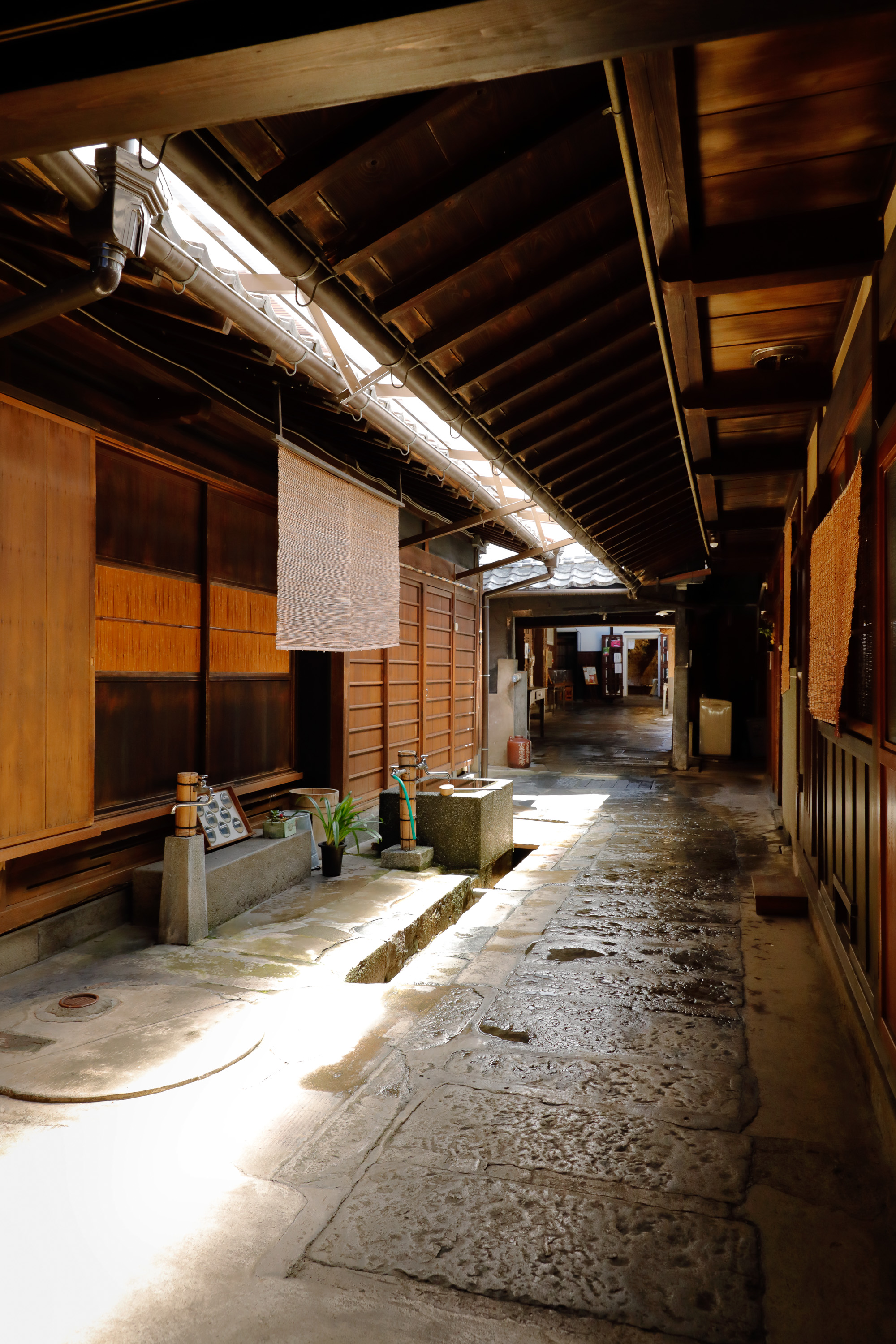
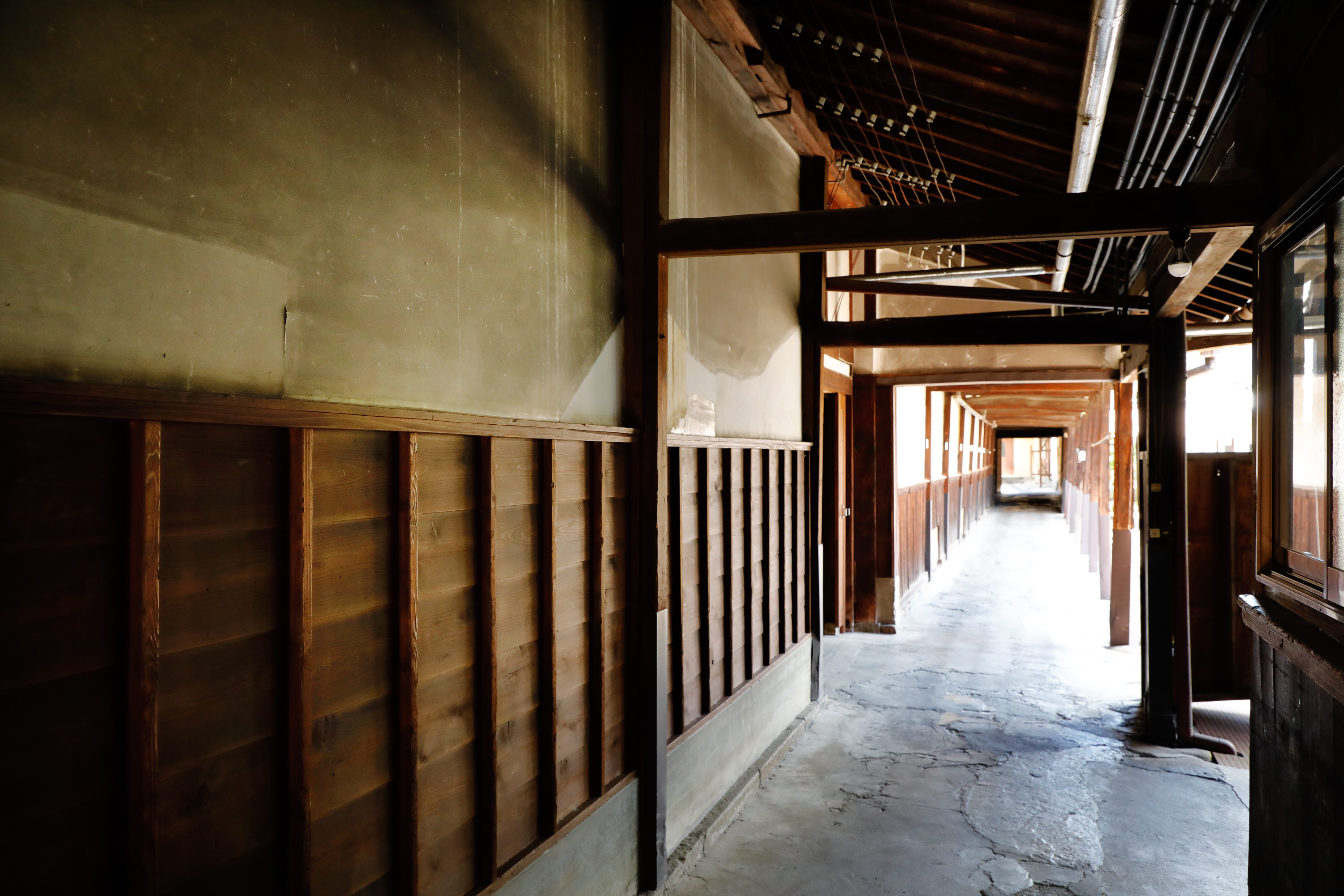
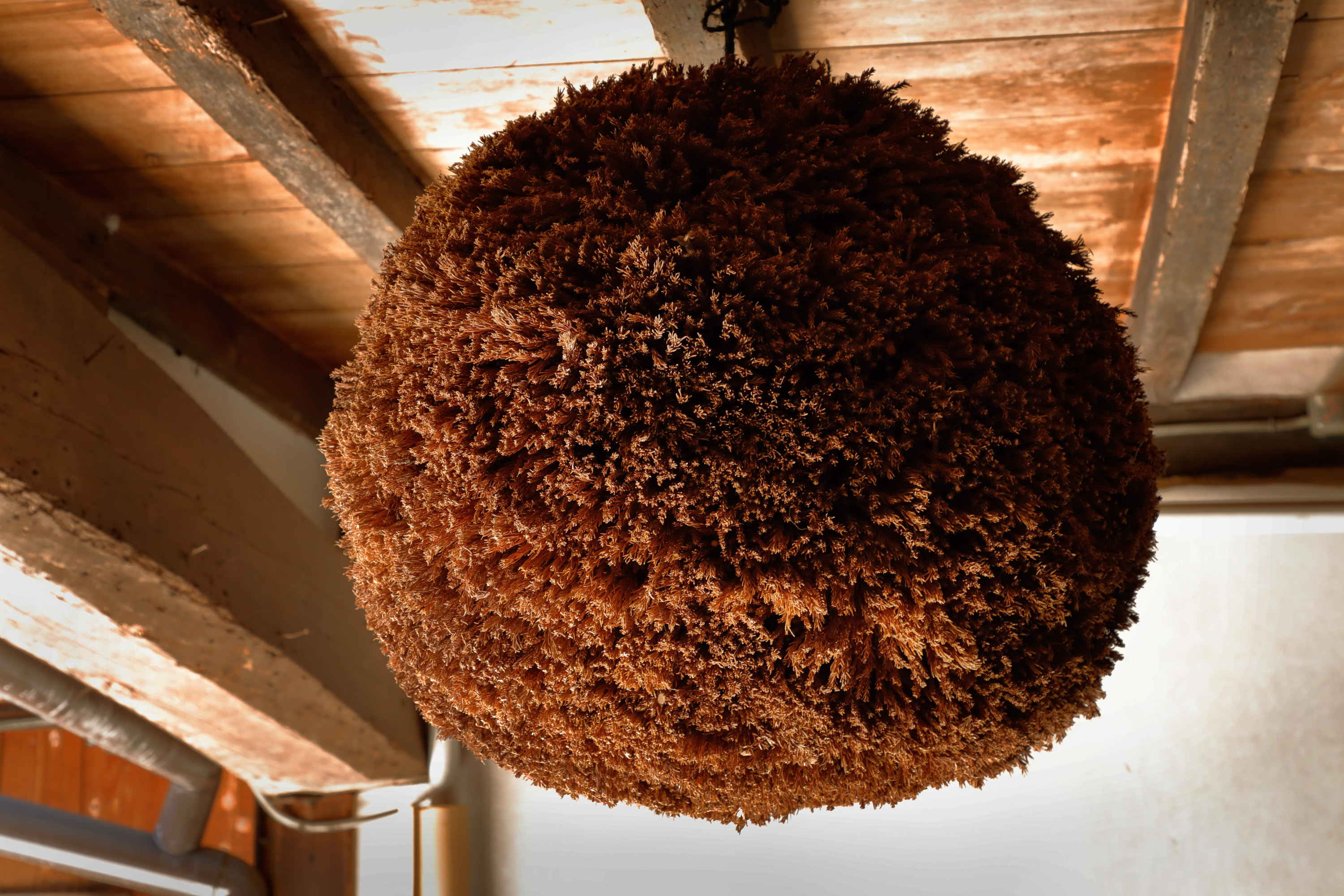
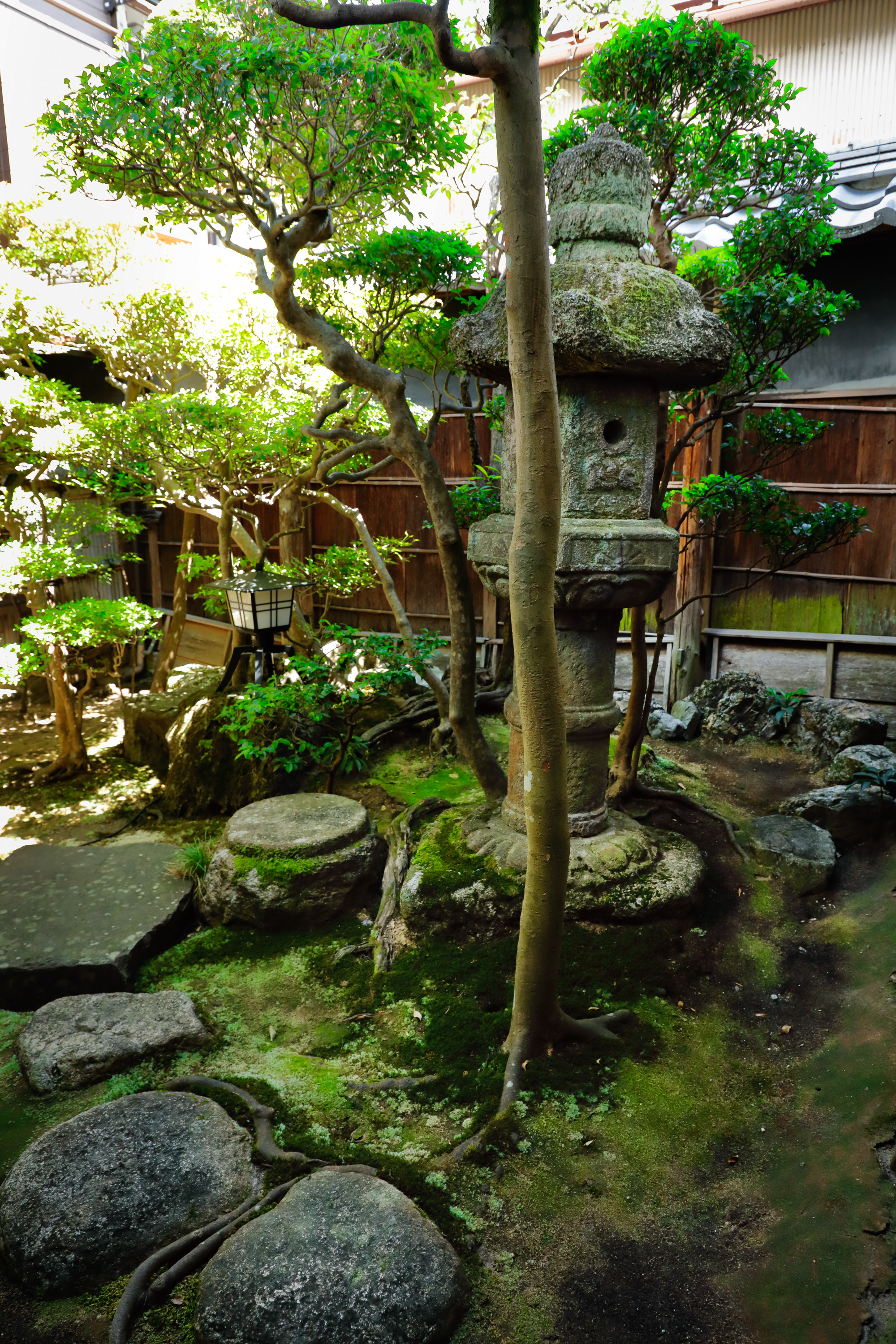